# Beco das Garrafas
Beco das Garrafas é o nome atribuído a uma travessa sem saída da rua Duvivier, entre os edifícios de números 21 e 37, na cidade brasileira do Rio de Janeiro, que abrigava um conjunto de casas noturnas, situado no bairro carioca de Copacabana, nas décadas de 50 e 60.
Ali se apresentavam Sergio Mendes, Raul de Souza, Luís Carlos Vinhas, Baden Powell, Durval Ferreira, Tião Neto, Manuel Gusmão, Bebeto Castilho, Dom Um Romão, Airto Moreira, Wilson das Neves, Chico Batera, Ronaldo Boscoli, Miele, entre outros músicos. Entre os cantores, Elis Regina, Sylvia Telles e Marisa Gata Mansa, Dóris Monteiro, Claudette Soares, Alaíde Costa, Leny Andrade, Wilson Simonal.
Ganhou notoriedade quando citado pelo escritor e jornalista Ruy Castro, no livro Chega de Saudade, de 1990, e mais tarde retomada por Nelson Motta, no livro Noites Tropicais, onde o autor retrata a evolução da música popular brasileira, musicalidade esta contemporânea dos bares deste sítio histórico.

## A História
A alcunha foi dada pelo cronista e romancista carioca Sérgio Porto, inicialmente chamando o local de Beco das Garrafadas, devido à prática dos moradores de jogar garrafa nos boêmios que frequentavam os bares Ma Griffe, Bacará, Little Club e Bottle's, reduto de músicos do movimento musical urbano surgido em 1957, a bossa nova, mais tarde ficou conhecido como Beco das Garrafas .
Do começo, apenas o Ma Griffe teve o passado ligado à prostituição. O cenário mudou quando Giovanni e Alberico Campana, então donos do Bottle's e do Little Club, passaram a apostar em jovens talentos em música. Em sua maioria, com exceção de nomes como Newton Mendonça, todos esses músicos eram ou amadores ou em processo de profissionalização, desde que eles ajudassem a encher a lotação dos respectivos bares. A tarefa era pouco complicada, já que os estabelecimentos, que funcionavam em imóveis improvisados para tal, não comportavam mais do que sessenta pessoas cada um.
O status do Beco começou a mudar quando a dupla Miéle e Ronaldo Bôscoli começaram a lançar pocket shows, espetáculos adaptados para as dimensões do Little Club, apresentando atrações, como a estreante Elis Regina, em 1961. Um ano antes, Sérgio Mendes animava as tardes de domingo do bar, serões que serviram de iniciação para centenas de adolescentes cariocas.
As canjas, como diz Ruy Castro, eram boas para todo mundo. Os garotos entravam de graça e apinhavam o lugar, mas pagavam pela bebida que consumiam.  Os músicos profissionais tocavam de graça, mas a consumação era liberada e, além disso, eles podiam tocar o que quisessem, fora do trabalho "quadrado" que eles acumulavam em gafieiras, em conjuntos de dança ou nas orquestras de rádio ou da tevê.
O fato é que a quase totalidade daqueles artistas do Beco gostavam realmente de jazz, e tinham a oportunidade de explorar o seu talento no gênero justamente no Beco. Ao mesmo tempo, a nascente Bossa Nova serviu-lhes um punhado de canções que serviriam como standards, improvisados à mesma maneira jazzística, abrindo o caminho para uma especialidade de bossa instrumental que seria a tônica a parir dos anos 60 .
A partir daquelas domingueiras do Little Club e das noites do Bottle's, começaram a surgir grupos fixos, como o Tamba Trio, de Luiz Eça, o Bossa Três, de Luís Carlos Vinhas, o Sexteto de Sérgio Mendes, o Copa Cinco e o Quinteto Bottle's, de Tenório Jr. A diferença desse novo estilo de Bossa era um passo à frente do intimismo de João Gilberto para uma variação puxada do bop, que o colunista do extinto Correio da Manhã, Robert Celerier, chamaria de hard bossa nova.